# クインランド・カーズ
クインランド・カーズ株式会社 (Quinland Cars) は、かつて存在した自動車輸入・販売会社。
近鉄モータースを、情報技術関連コンサルティング会社・クインランドが2005年に買収、2006年4月に現在の社名に変更したものである。2003年頃からクインランド社が買収を進めていた多数のディーラーとの合併による規模拡大が行われたものの、親会社のクインランド社は2007年10月に経営破綻、クインランド・カーズも清算された。

## 会社データ
登記上の本店は東京都港区虎ノ門5丁目11番2号オランダヒルズ森タワー14階だったが、実質的な本社機能は同区芝浦4丁目18番25号にあった。登記上の設立日は1999年10月1日。

## 概要
かつて米国、フォード・モーターの高級モデル「リンカーン」と「マーキュリー」の日本国内の総輸入元・総代理店でもあった近鉄モータースが近鉄グループの経営再建策の一環で、2005年7月より自動車販売や住宅、外食産業などを擁するクインランドに売却され、さらに2006年4月にフィアットとアルファロメオのディーラーである、アピス神戸と新アレーゼ名古屋と合併し、同時に社名をクインランド・カーズに改称した。
しかし2006年8月、業績不振等の理由による事業売却を発表。各ブランド事業の売却を進め、2007年10月までにすべての事業を終了させた。

## 取扱車種
- フォード
  - リンカーン・タウンカー

タウンカー改造のリムジンや霊柩車の受注販売も行う
- マーキュリー・グランドマーキー
- ボルボ
- ジャガー
- フォルクスワーゲン
- イベコ・マギルスはしご車

現在はモリタテクノスが販売、アフターサービスを行っている。
- フィアット
- アルファロメオ
- アウディ
- ロータス
- TVR

## 店舗
- 旧東京本店（フォード新東京 三田店）
港区芝浦に所在。その後整備、部品部門がフォード新東京大田店に移転後、2006年8月18日、三田の以前の所在地付近にショールームが開設されたが大田店に統合された。
- 新東京本店（フォード新東京 大田店）
大田区久が原に所在。2006年8月18日にフォード・ジャパン・ディーラー・リミテッドよりフォードTOKYO大田店を譲渡された。
2007年7月31日に株式会社フォーピラーズ（株式会社福岡クライスラー）に事業譲渡された。同時にリンカーン・マーキュリーの日本輸入権も移管された。
- 名古屋支店
愛知県西春日井郡豊山町に所在。2006年8月1日にクインランド・カーズ名古屋へリニューアルされ高級中古車販売に重点を置いた。
2007年4月1日に株式会社ヤナセに部品販売部門の事業譲渡後、2007年4月30日に閉鎖された。
- ボルボカーズ緑
名古屋市緑区鶴が沢に所在。
2007年4月1日にヤナセ スカンジナビア モーターズ株式会社に事業譲渡された。
- アレーゼ名古屋
2007年4月15日に株式会社ホワイトハウスに事業譲渡された。
- アルファロメオ名古屋名東
2007年4月15日に株式会社ホワイトハウスに事業譲渡された。
- 大阪支店（フォード大阪東 東大阪店）
東大阪市吉田本町に所在。近鉄けいはんな線吉田駅前。2007年4月に東邦自動車（551蓬萊の子会社）に事業譲渡された。サービス部門のみ継続中。
- ボルボカーズ東大阪
東大阪市稲田三島町に所在。隣接地に近鉄バス稲田営業所がある。2007年4月に東邦自動車に事業譲渡された。
- ボルボカーズ東住吉
大阪市東住吉区今川に所在。2006年10月31日に閉鎖。
- アウディ大阪中央
大阪市中央区に所在。2007年3月31日にアウディ ジャパン株式会社に事業譲渡された。
- アウディ東住吉
大阪市東住吉区に所在。2007年3月31日にアウディ ジャパン株式会社に事業譲渡された。
- アウディ東大阪
東大阪市元町に所在。2007年3月31日にアウディ ジャパン株式会社に事業譲渡された。
- アウディアプルーブド東大阪
東大阪市元町に所在。2007年3月31日にアウディ ジャパン株式会社に事業譲渡された。
- ジャガー箕面
箕面市粟生新家に所在。2007年4月に東邦自動車に事業譲渡された。
- ジャガー森ノ宮
大阪市城東区森之宮、近鉄森ノ宮ビル1階に所在。2005年12月31日に閉鎖。
- ワーゲン大阪東
東大阪市吉田本町に所在、フォード近鉄大阪に隣接。2007年4月に東邦自動車に事業譲渡された。
- アルファロメオ神戸西
2007年1月15日に八光自動車工業株式会社に事業譲渡された。
- アルファロメオ神戸
2007年1月15日に八光自動車工業株式会社に事業譲渡された。
- アルファロメオ神戸須磨店
2006年12月25日に閉店。
- アルファロメオ神戸芦屋工場
2007年1月15日に八光自動車工業株式会社に事業譲渡された。
- アルファロメオ神戸西工場
2007年1月15日に八光自動車工業株式会社に事業譲渡された。

## 関連企業
- サンク（株式会社TCLA）：ロータス、TVRの正規ディーラー。さいたま市（東京ショールーム）、箕面市（大阪ショールーム）、福岡市（福岡ショールーム）に所在。

現在はO-RUSH インターナショナル株式会社（豊田通商株式会社が100%出資する本件譲受のために設立された会社）に事業譲渡された。
- チェッカーモータース : クインランドが出資。2006年11月、全保有株式売却。